# Puig de Can Llosa
El Puig de Can Llosa és una muntanya de 507 metres que es troba entre els municipis de Darnius i de Sant Llorenç de la Muga, a la comarca catalana de l'Alt Empordà.